# Naturschutzgebiet Großes Moor bei Dänschenburg
Koordinaten: 54° 7′ 45,8″ N, 12° 26′ 32,8″ O

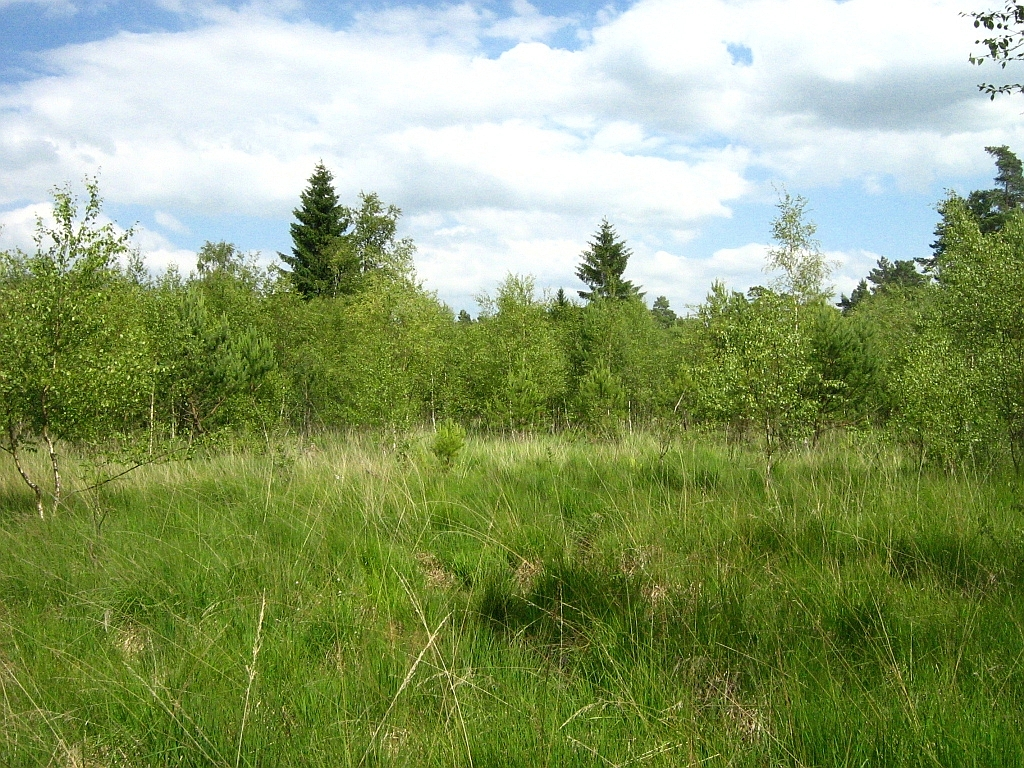
Blick ins Moor

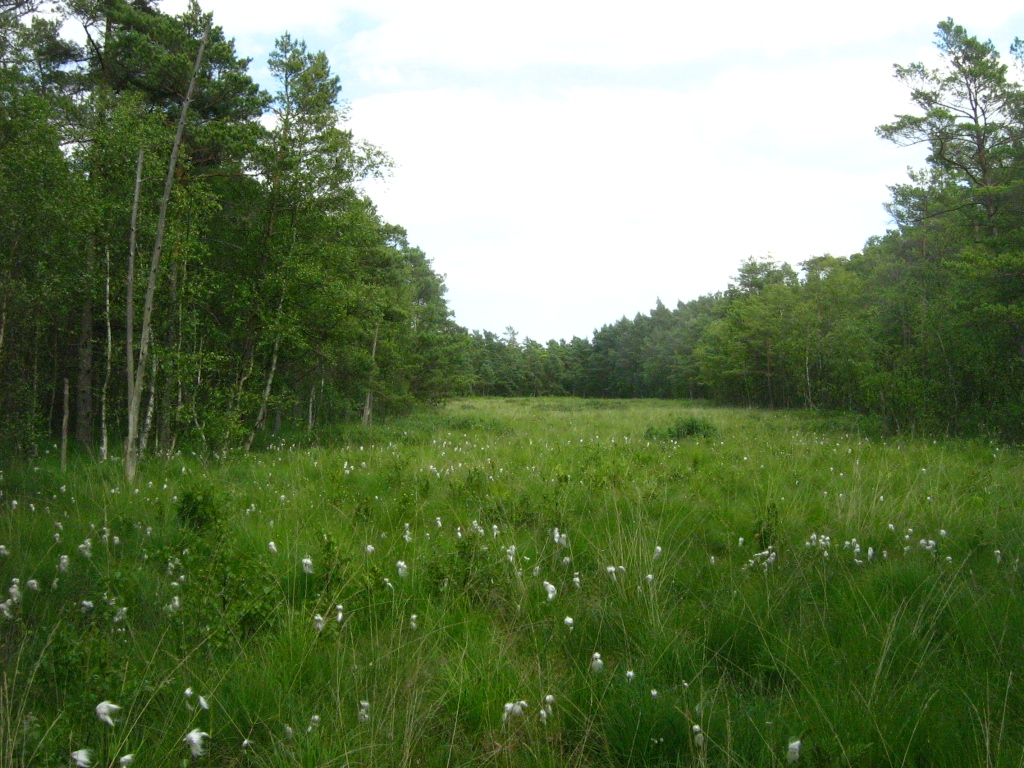
Wollgras

Das Naturschutzgebiet Großes Moor bei Dänschenburg ist ein 75 Hektar umfassendes Naturschutzgebiet in Mecklenburg-Vorpommern östlich von Dänschenburg. Die Unterschutzstellung erfolgte am 22. Februar 1943 mit einer Erweiterung im Jahr 1972. Das Schutzziel besteht in der Renaturierung eines durch Torfabbau stark gestörten Hochmoores.
Der aktuelle Gebietszustand wird als befriedigend angesehen, da Entwässerungen in der Vergangenheit sich nachteilig auswirken. Durch Verschluss der Gräben wird eine Wiedervernässung angestrebt. Ein öffentlicher Weg führt durch das Gebiet.